# Cotrimoxazole
Le cotrimoxazole (ou co-trimoxazole, TMP-SMX, Bactrim, Eusaprim) est une association d'antibiotiques bactériostatiques, le triméthoprime et le sulfaméthoxazole, dans une proportion de 1 à 5, utilisée pour traiter une variété d'infections bactériennes.

## Synergie
Ces deux composants agissent en synergie par blocage simultané de deux enzymes catalysant des réactions successives dans la chaîne métabolique de l'acide folinique, essentielle à la survie de nombreux micro-organismes. Cette association exerce, in vitro, une activité bactéricide apparaissant à des concentrations qui, pour les deux composants utilisés séparément, sont bactériostatiques seulement. En raison de ce mode d'action, les risques d'apparition d'une résistance sont réduits au minimum. Il demeure souvent actif sur des germes résistants à l'un de ses deux composants. Habituellement, le mécanisme de la résistance bactérienne consiste en la production de nouvelles enzymes plasmidiques, résistantes ou partiellement résistantes à la triméthoprime ou au sulfaméthoxazole.

## Spectre
- Micro-organismes généralement sensibles : Entérobactéries (comme Escherichia coli, Proteus mirabilis...), Vibrio cholerae, Brucella, Aeromonas, Haemophilus, Neisseria, Streptococcus et Staphylococcus, Listeria, Chlamydia, Pneumocystis
- Intermédiaires : Toxoplasma gondii, Legionella
- Résistants : Mycobacterium tuberculosis, Treponema pallidum, Pseudomonas aeruginosa, Mycoplasma, Ureaplasma

## Indications cliniques
- Infection urinaire, notamment chez l'homme du fait d'une bonne diffusion de ces molécules dans la prostate ;
- Otites ;
- Infections avec syndrome dysentérique (Shigella) ;
- Prévention, chez les personnes immunodéprimées (SIDA par exemple), de la toxoplasmose cérébrale et de la pneumocystose pulmonaire ;
- Traitement curatif et d'entretien de la pneumocystose pulmonaire.

## Effets secondaires
Parmi les effets les plus graves, on note le syndrome de Lyell et le syndrome de Stevens-Johnson.
Le cotrimoxazole est également impliqué dans des cas de neutropénie iatrogène par phénomène immunologique.
Le triméthoprime gêne l'élimination rénale du potassium avec un risque d'hyperkaliémie. L'association à d'autres médicaments épargneurs de potassium, comme les inhibiteurs de l'enzyme de conversion ou les antagonistes des récepteurs de l'angiotensine II, peut conduire à risque accru de mort subite.

## Contre-indications
- Absolues : hypersensibilité connue, prématurés et nouveau-nés de moins de six semaines, insuffisance hépatique sévère ;
- Relatives : troubles hématologiques graves, notamment déficit en G6PD, insuffisance rénale sévère ;
- Interaction : augmente l'effet des sulfamides, phénytoïne, anti-vitamine K, diurétiques thiazidiques, méthotrexate, ciclosporine, pyriméthamine.

## Divers
Le co-trimoxazole fait partie de la liste des médicaments essentiels de l'Organisation mondiale de la santé (liste mise à jour en avril 2013).